# Anacardium microsepalum
Anacardium microsepalum är en sumakväxtart som beskrevs av Ludwig Eduard Loesener. Anacardium microsepalum ingår i släktet cashewsläktet, och familjen sumakväxter. Inga underarter finns listade i Catalogue of Life.